# Opšta bolnica Berane
Opšta bolnica Berane je savremena zdravstvena ustanova u sistemu zdravstvene zaštite, opština Berane i najjači zdravstveni centar na severu Crne Gore,  čijom je razvojnom strategijom predviđeno da preraste u zdravstvenu ustanovu višeg ranga.

## Položaj i razmeštaj
Opšta bolnica Berane se nalazi u ulici  Svetog Save 33, u objektu površine 7.357 kvadratnih metara korisnog prostora. 

## Istorijski uslovi u kojima se razvijalo zdravstvo u Beranu
Tokom srednjevjekovnog perioda, prostor današnjih Berana je bio poznat kao župa Budimlja. Bio je od izuzetnog duhovnog, političkog i ekonomskog značaja u srpskoj državi Raškoj. Do 1455. kada su Turci zauzeli grad, pripadao je srednjevjekovnoj Srbiji. Od Prvog srpskog ustanka do konačnog oslobođenja, borbe protiv Turaka su bile konstantne. Čuvene bitke su se vodile između 1825. i 1862. godine od kojih je najpoznatija Bitka na Rudešu vođena 7. aprila u kojoj su crnogorski pobunjenici pobiedili. Berane je konačno oslobođeno 1912. godine kada ulazi u sastav Crne Gore.
Grad je dijelio sudbinu sa državama u kojim se nalazio i teško oštećen je u oba Svetska rata. Pod imenom Ivangrad, grad je doživljavao prosperitet i rast stanovništva postajući jedan od jugoslovenskih industrijskih centara. Iako građanski rat nije zahvatio tadašnju SR Jugoslaviju, imao je uticaj i na sam grad čija je industrija propala i čija je broj stanovnika počeo drastično da opada.
Danas, Berane zajedno sa opštinom i ostatkom severa Crne Gore jedno je od najsiromašnijih područja u Crnoj Gori tako da većina stanovnika živi u teškim uslovima. Uprkos tome, grad je ostao i dalje važan obrazovni, medicinski, verski i sportski centar.

## Istorijat zdravstva u Beranama
U Beranskom kraju organizovana zdravstvena služba osnovana je 1919. godine formiranjem bolnice u Beranama u jednoj od privatnih kuća.
Prva namenska zgrda namenjena bolnici izgrađena je osam godina kasnije, tačnije 1927. godine, sredstavima na ime reparacije dobijenih po završetku Prvog svestskog rata.
Godine 1932. godien u Beranu je otvoren prvi Dom narodnog zdravlja u koji je iz bolnice izmešteni ambulantski pregledi stanovništva. Iste godine otvorena je i školska poliklinika.
Tokom Drugog svetskog rata bolnica je spaljena od strane Italijanskih okupatora. 
Gradnja bolnice i prva reorganizacija zdravstva u Beranu
Gradnja nove bolničke zgrade u Beranama (tada Ivangradu) trajala je jako dugo. Započeta je 1955. godine, a na upotrebu je predata tek 1963. godine, nakom što je prethodno došlo do objedinjavanja svih zdravstvenih ustanova sa područja opštine Berane u Medicinski centar „Dr NikaLabović” 1962. godine. Tako je novosnovana ustanova u Beranu počela sa radom 1. januara 1963. godine, u novosagrađenoj bolničkoj zgradi.
Druga reorganizacija zdravstva u Beranu
Septembra 1991. godine, došlo je do nove reorganizacije zdravstva u opštini Berane. Medicinski centar je reorganizacijom podeljen na Opštu bolnicu Berane i Dom zdravlja Berane koji je zadržao ime ,,Dr Nika Labović.

## Organizacija
U okviru bolnice rade sledeće organizacione jedinice odjeljenja, službe i ambulante.

### Odeljenja
- ginekološko odeljenje (sa porodilištem),
- hirurško odeljenje (sa urološkim),
- interno odeljenje (sa službom za hemodijalizu),
- infektivno odeljenje,
- pedijatrijsko odeljenje

### Službe
- službe za anesteziju i reanimaciju,
- služba za transfuziju,
- kliničko-biohemijska laboratorija,
- služba za rendgen dijagnostiku.

### Odseci

#### Odsek za traumatologiju i ortopediju
Ovaj odsek se bavi lečenjem:
- povreda koštano-zglobnog sistema i njihovih komplikacijama,
- hirurškim liječenjem deformiteta, degenerativnih i reumatskih oboljenja,
- lečenjem tumora,
- lečenjem drugih patoloških stanja koštano zglobnog sistema.

U odseku se sprovode sledeće savremene hirurške procedure: 
- Artroplastike (ugradnja zglobova) kuka i kolena)
- Revizione artroplastike velikih zglobova
- Artroskopske procedure na kolenu
- Hirurško liječenje svježih i zastarelih povreda lokomotomog sistema, ranih i poznih komplikacija povreda koštano-zglobnog sistema
- Hirurško liječenje mekotkivnih i koštanih tumora
- Ortopedsko lečenje sportskih povreda.

#### Odsek za urologiju
Odsjek za urologiju se bavi:
- dijagnostikovanjem  uroloških oboljenja,
- hirurškim i konzervativnim liečenjem oboljenja bubrega, mokraćnih puteva, prostate i polnih organa.

U odseku se sprovode sledeće savremene urološke procedure:
- TURP (Transureteralna resekcija prostate)
- TUIP (Transureterelna incizija prostate)
- Prostatectomia sec Harris
- TUR tumora mokraćne bešike.
- Nefrektomija,
- Pijeloureteroplastika
- Pijelolitotomija
- Nefrolitotomija
- Ureterotomija
- Orhektomija  I Orhidopeksija

## Rezultati rada
Godišnje se u Bolnici hospitalizuje oko sedam hiljada bolesnika, izvrši preko dvije hiljade operacija, a u toku godine obavi i preko hiljadu porođaja.
| Pokazatelji pruženih stacionarnih zdravstvenih usluga u bolnici Berane u 2013. godini. | Pokazatelji pruženih stacionarnih zdravstvenih usluga u bolnici Berane u 2013. godini. | Pokazatelji pruženih stacionarnih zdravstvenih usluga u bolnici Berane u 2013. godini. | Pokazatelji pruženih stacionarnih zdravstvenih usluga u bolnici Berane u 2013. godini. | Pokazatelji pruženih stacionarnih zdravstvenih usluga u bolnici Berane u 2013. godini. | Pokazatelji pruženih stacionarnih zdravstvenih usluga u bolnici Berane u 2013. godini. |
| Zauzete postelje po lekaru                                                             | Zauzete postelje po sestri                                                             | % korišćenja kapaciteta                                                                | Prosečna dužina lečenja                                                                | Broj slobodnih postelja                                                                | Stopa smrtnosti                                                                        |
| -------------------------------------------------------------------------------------- | -------------------------------------------------------------------------------------- | -------------------------------------------------------------------------------------- | -------------------------------------------------------------------------------------- | -------------------------------------------------------------------------------------- | -------------------------------------------------------------------------------------- |
| 3,37                                                                                   | 1,15                                                                                   | 76,15                                                                                  | 6,19                                                                                   | 44,36                                                                                  | 22,90 promila                                                                          |

## Spoljašnje veze
- Internet stranica bolnice